# Émile Béchard
Pour les articles homonymes, voir Béchard.
Émile Béchard (Les Salles-du-Gardon, 25 décembre 1844) est un photographe orientaliste français, actif dans les années 1869-1880 au Caire, puis de 1881 à 1897 à Hyères et Marseille. Il est associé pendant quelques années à son frère aîné Hippolyte Béchard.

## Biographie
Émile Béchard est né en 1844 aux Salles-du-Gardon, de Frédéric Béchard, boulanger, et de Marie Rouquette, son épouse. Son frère Hippolyte, avec lequel il travaillera plus tard, est né trois ans avant lui.
À partir de 1869,, Émile Béchard travaille comme photographe au Caire, où il s'associe à Hippolyte Délié. Comme leurs confrères Antonio Beato, Ermé Désiré ou Hippolyte Arnoux, Délié et Béchard photographient les rues des villes et leurs habitants, les monuments et antiquités de l'Égypte, et réalisent des portraits en studio. L'atelier, baptisé Au jardin de l'Esbékieh, commercialise de nombreuses photos-cartes auprès des touristes. Au verso de certaines, le timbre à sec comporte la mention « Succursale de la maison Pierson de Paris » ou « Succursale de la maison Pierson, boulevard des Capucines, 3, Paris », témoignant d'un lien établi avec l'atelier de Pierre-Louis Pierson.
En 1871, Délié et Béchard sollicitent auprès de l'égyptologue Auguste Mariette l'autorisation de photographier les salles et objets du musée de Boulaq, dont il est le directeur et qu'il a fondé en 1858, en même temps que le Service de conservation des antiquités de l'Égypte. Favorable au projet, Mariette collabore avec eux en choisissant les objets dignes d'intérêt et en écrivant les textes. L'Album du musée de Boulaq, illustré de quarante planches photographiques, paraît en 1872. L'ouvrage, un des premiers en son genre, a contribué à faire connaître l'Égypte pharaonique hors de ses frontières. L'association entre Délié et Béchard prend fin en 1873 et tous deux poursuivent quelques années leur activité au Caire. Hippolyte Béchard, resté dans le Gard, diffuse les photographies de son frère, qu'il signe parfois « H. Béchard ».
En 1878, tandis que Délié reprend l'atelier d'Eugène Disdéri, 6 boulevard des Italiens à Paris, Béchard est récompensé d'une médaille d'or à l'issue de l'Exposition universelle de Paris, pour l'ensemble de ses vues d'Égypte. En 1881, il s'installe pour quelques années à Hyères où il exerce comme photographe,. En 1887, la parution de l'album L'Égypte et la Nubie, regroupant cent cinquante de ses photographies accompagnées de textes d'André Palmieri, est saluée. Il s'installe – avec son épouse, nommée Marie Daumas, et son neveu lui aussi prénommé Émile, le fils de son frère Hippolyte – à Marseille, où il poursuit son activité dans un atelier situé 13 rue de la Darse. L'atelier est mentionné dans les éditions 1892 à 1897 de l'Indicateur marseillais.
Hippolyte Béchard, devenu limonadier, meurt à Tunis en 1903. Deux ans plus tard, lorsque son fils Émile soutient sa thèse de médecine, ce dernier remercie « [son] oncle et [sa] tante E. Béchard », qui « savent qu'ils nous sont toujours chers », ce qui laisse supposer qu'Émile Béchard est en vie en 1905.

## Photographies

### Atelier Délié & Béchard

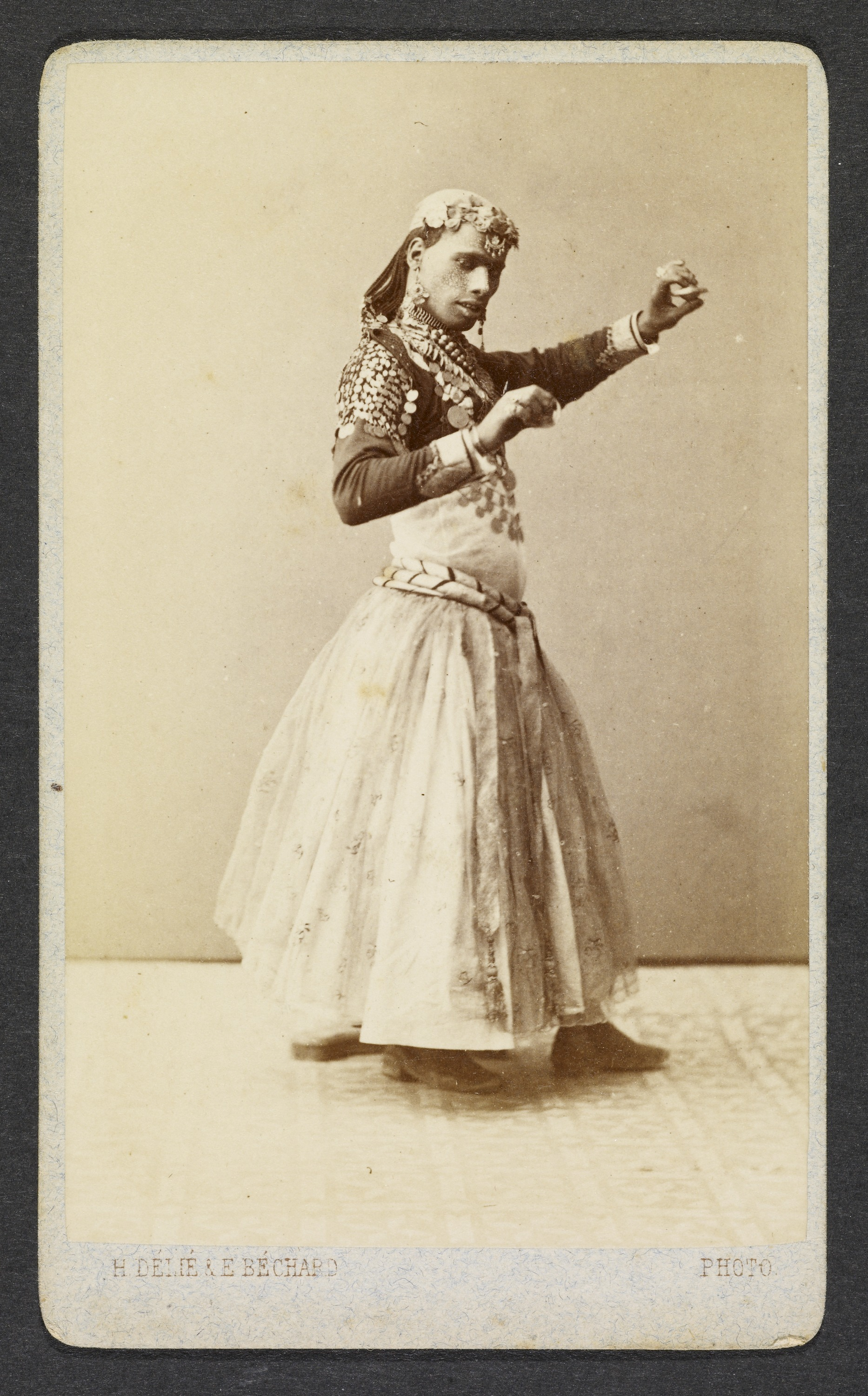
Délié & Béchard, [Portrait d'un danseur en costume], portrait-carte
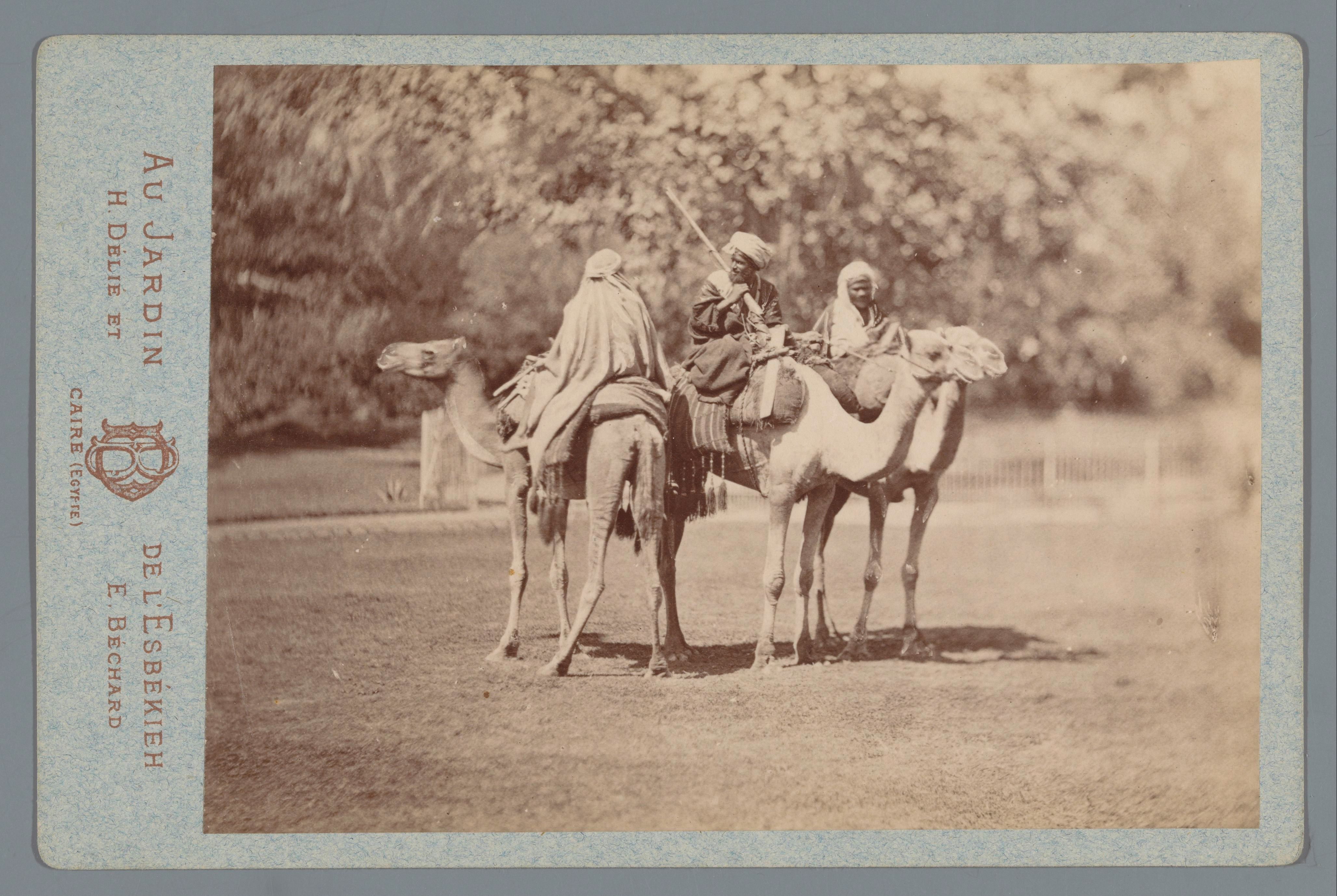
Délié & Béchard, [Trois hommes à chameau], portrait-carte, 1869-1890, coll. Rijksmuseum
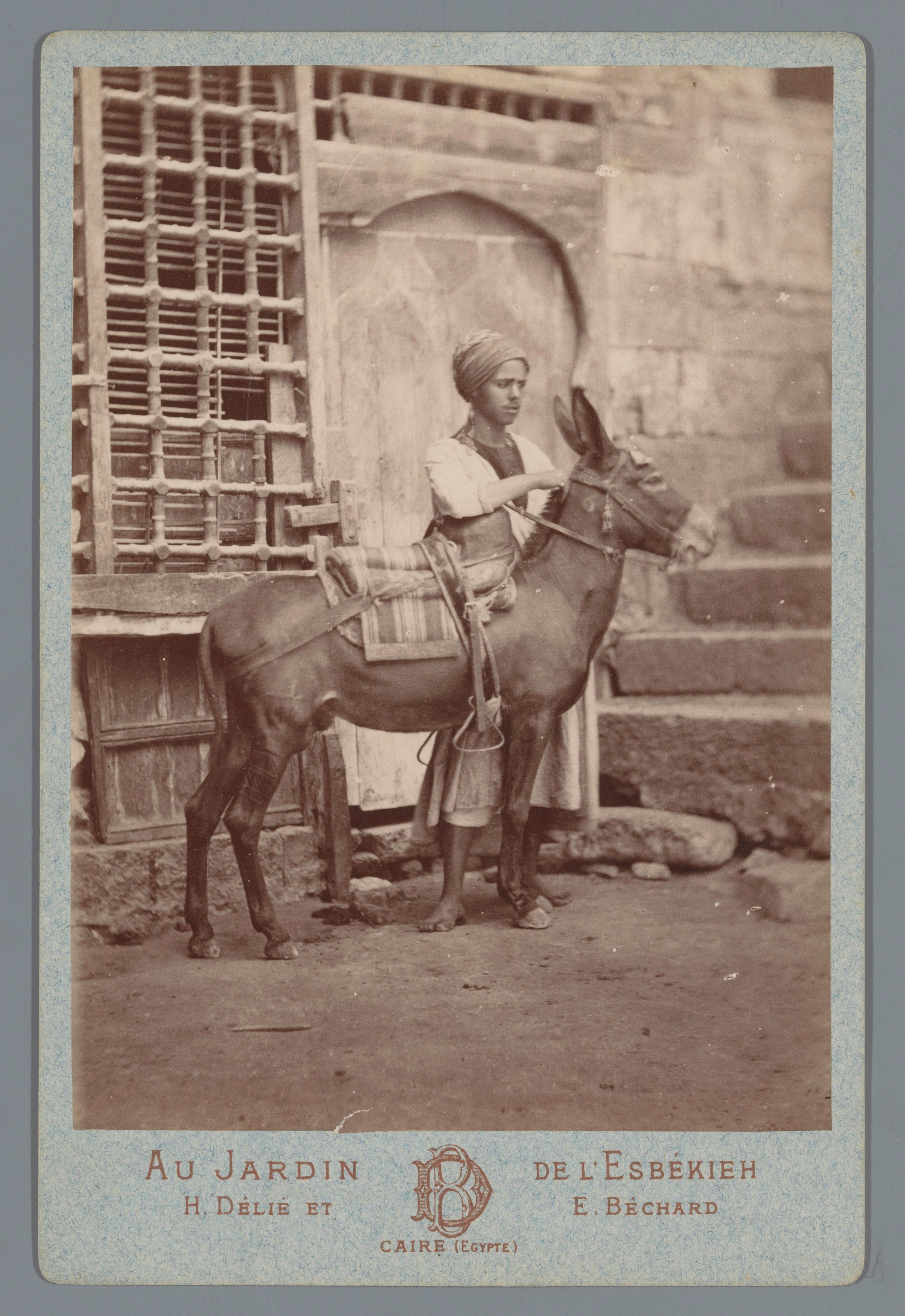
Délié & Béchard, [Jeune homme et son âne], portrait-carte, 1869-1890, coll. Rijksmuseum
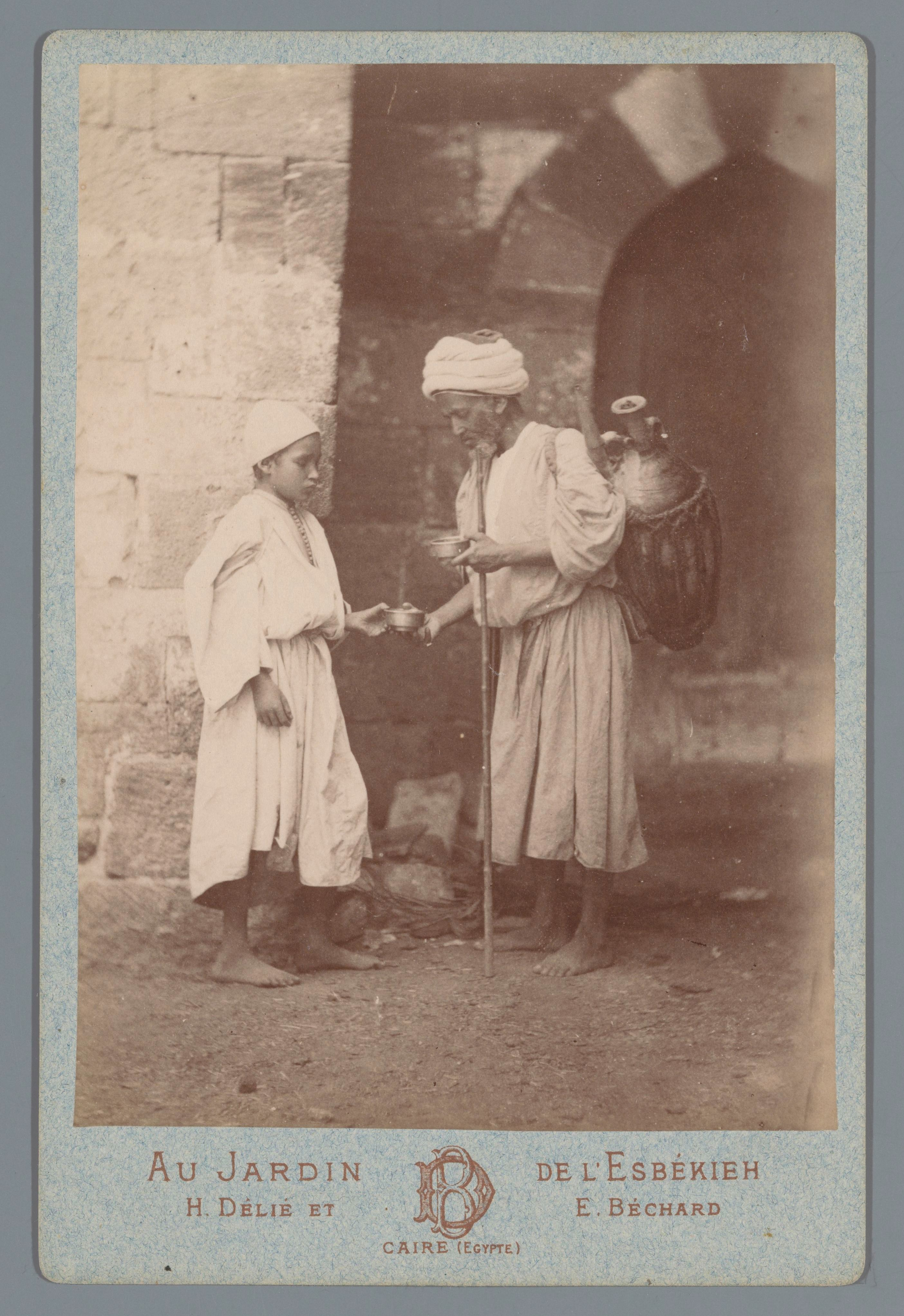
Délié & Béchard, [Porteur d'eau et jeune garçon], portrait-carte, 1869-1890, coll. Rijksmuseum
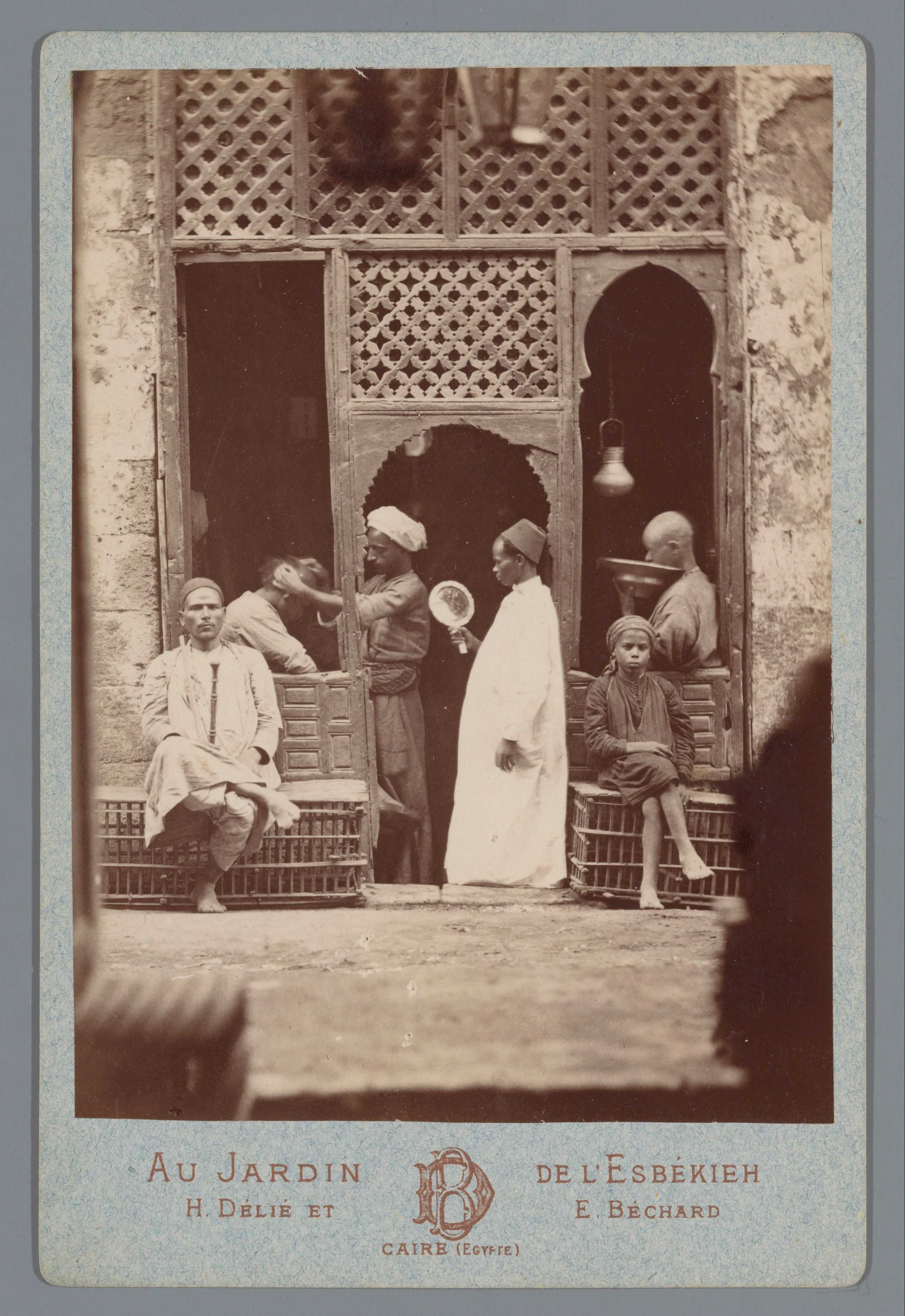
Délié & Béchard, [Groupes d'hommes chez le barbier], portrait-carte, 1869-1890, coll. Rijksmuseum
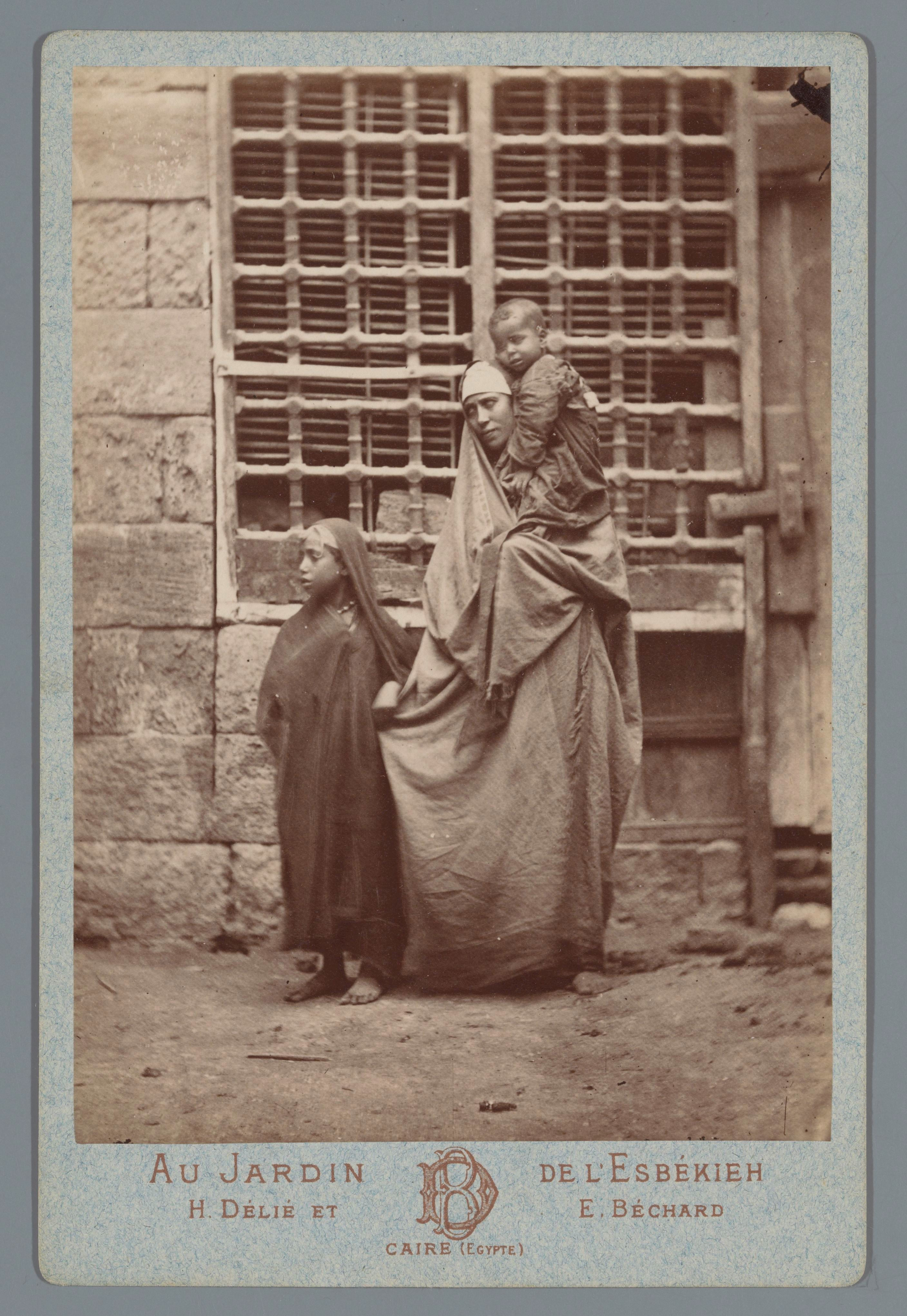
Délié & Béchard, [Femme et enfants], portrait-carte, 1869-1890, coll. Rijksmuseum
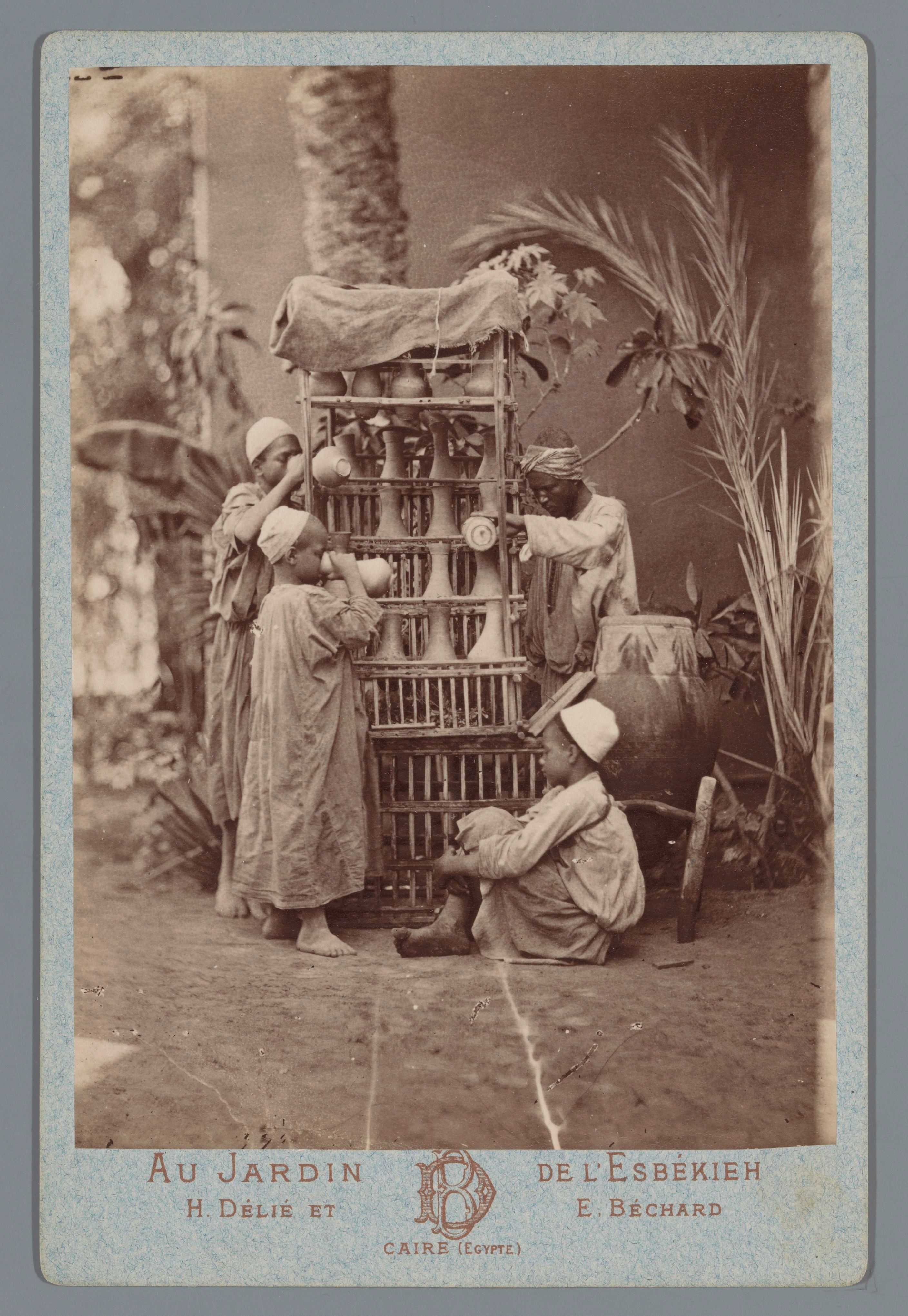
Délié & Béchard, [Garçons devant une étagère], portrait-carte, 1869-1890, coll. Rijksmuseum
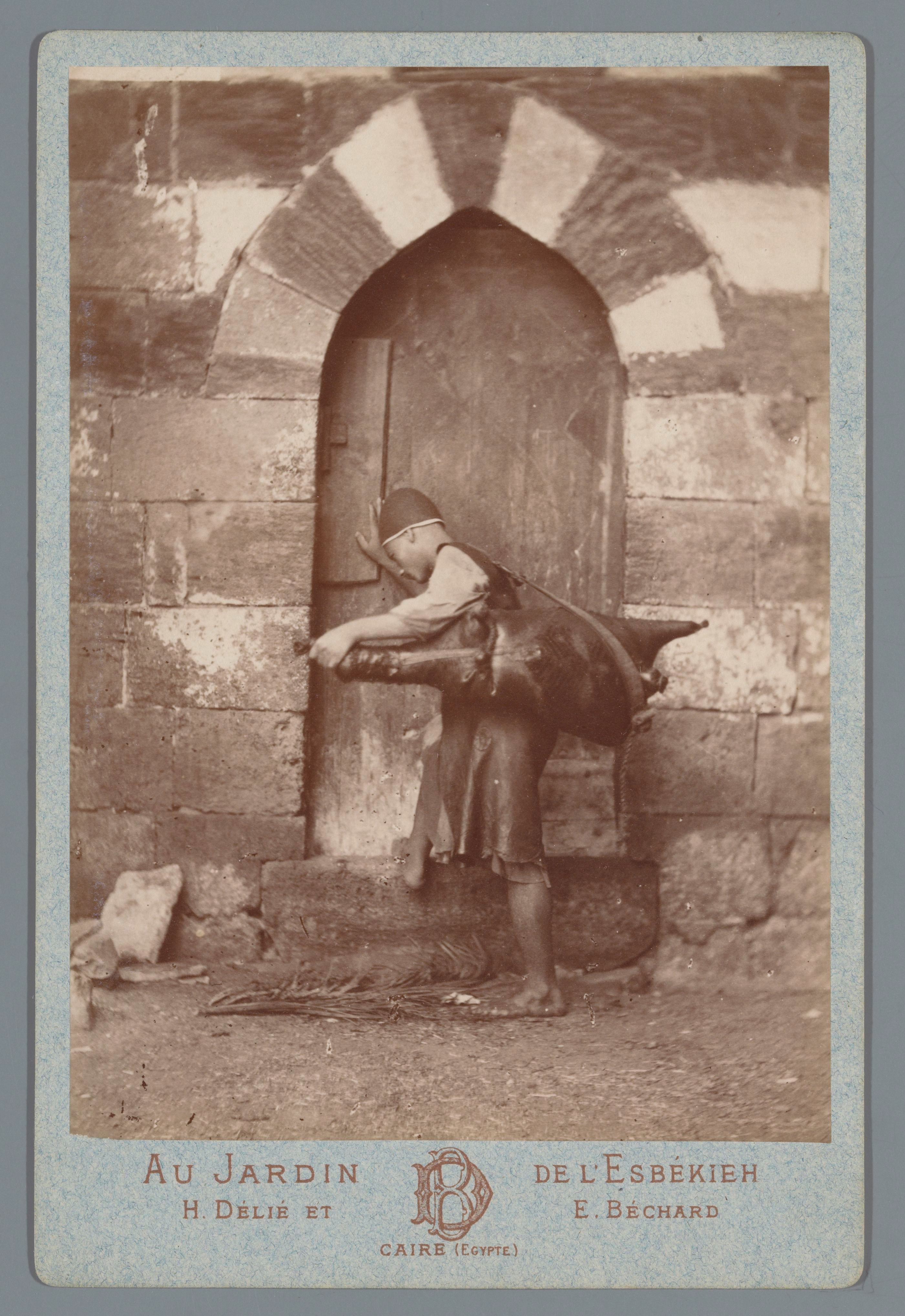
Délié & Béchard, [Jeune homme devant une porte], portrait-carte, 1869-1890, coll. Rijksmuseum
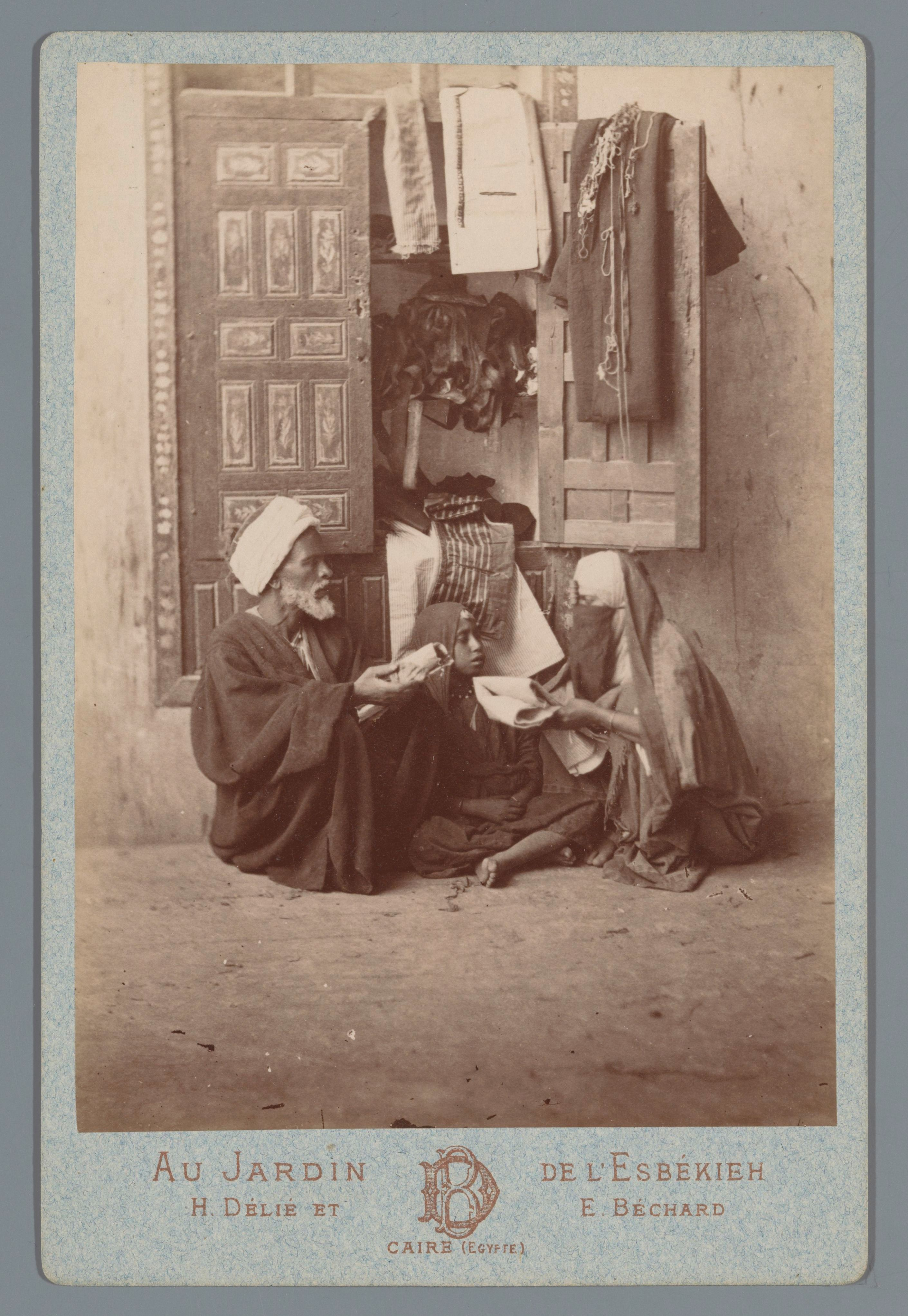
Délié & Béchard, [Vendeur de tissus et sa cliente], portrait-carte, 1869-1890, coll. Rijksmuseum
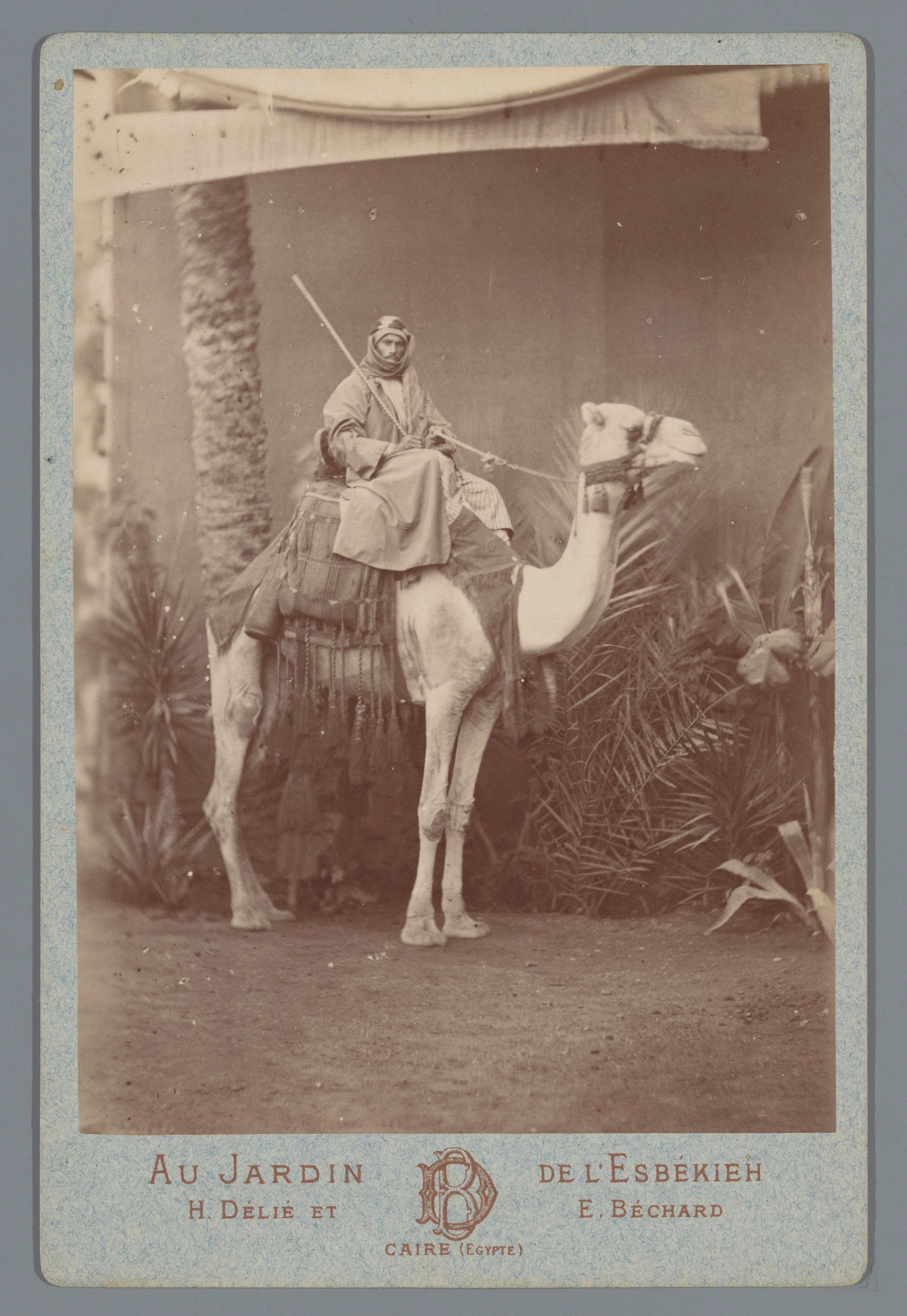
Délié & Béchard, [Homme sur un chameau], portrait-carte, 1869-1890, coll. Rijksmuseum
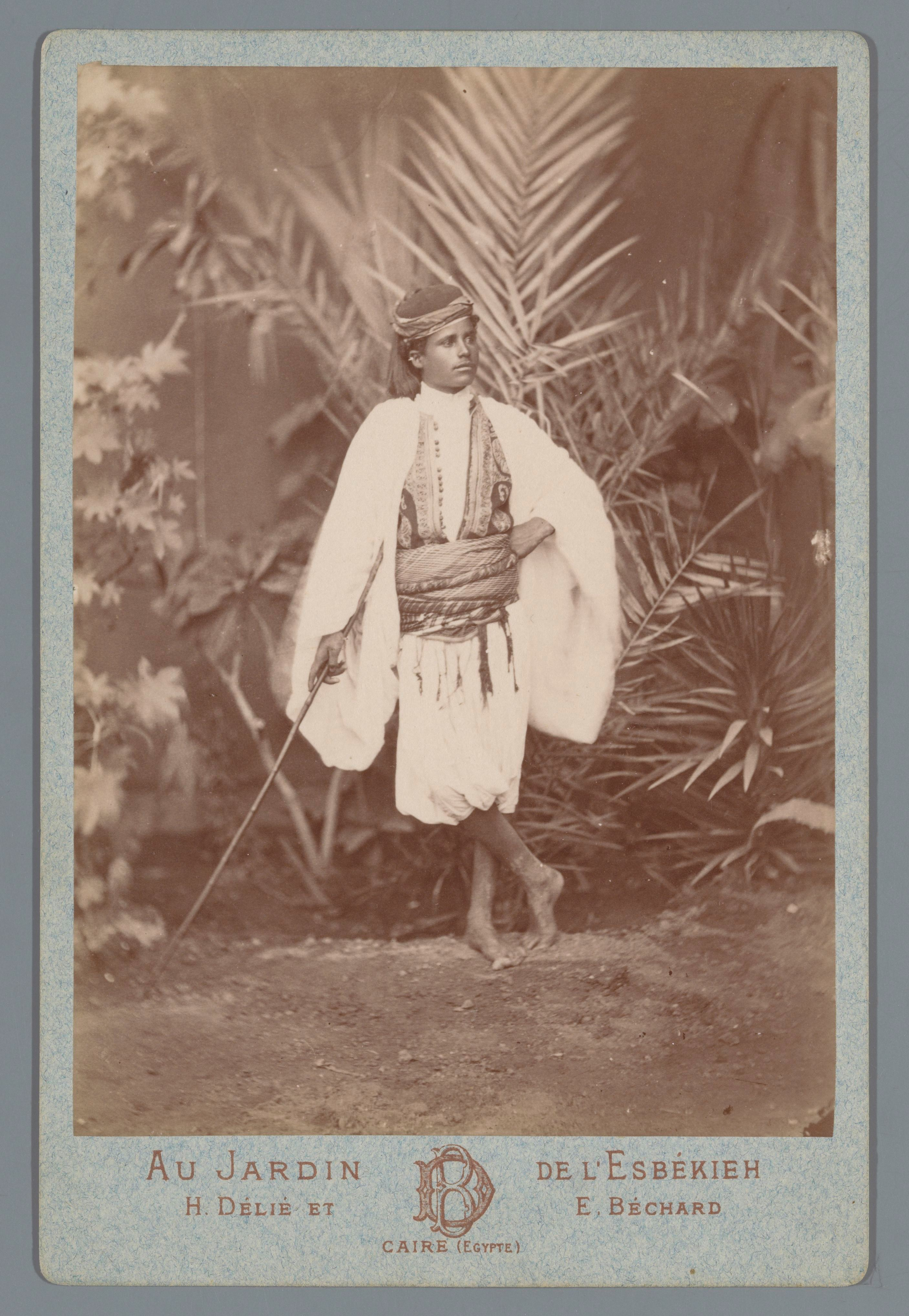
Délié & Béchard, [Portrait d'un jeune homme en costume traditionnel], portrait-carte, 1869-1890, coll. Rijksmuseum
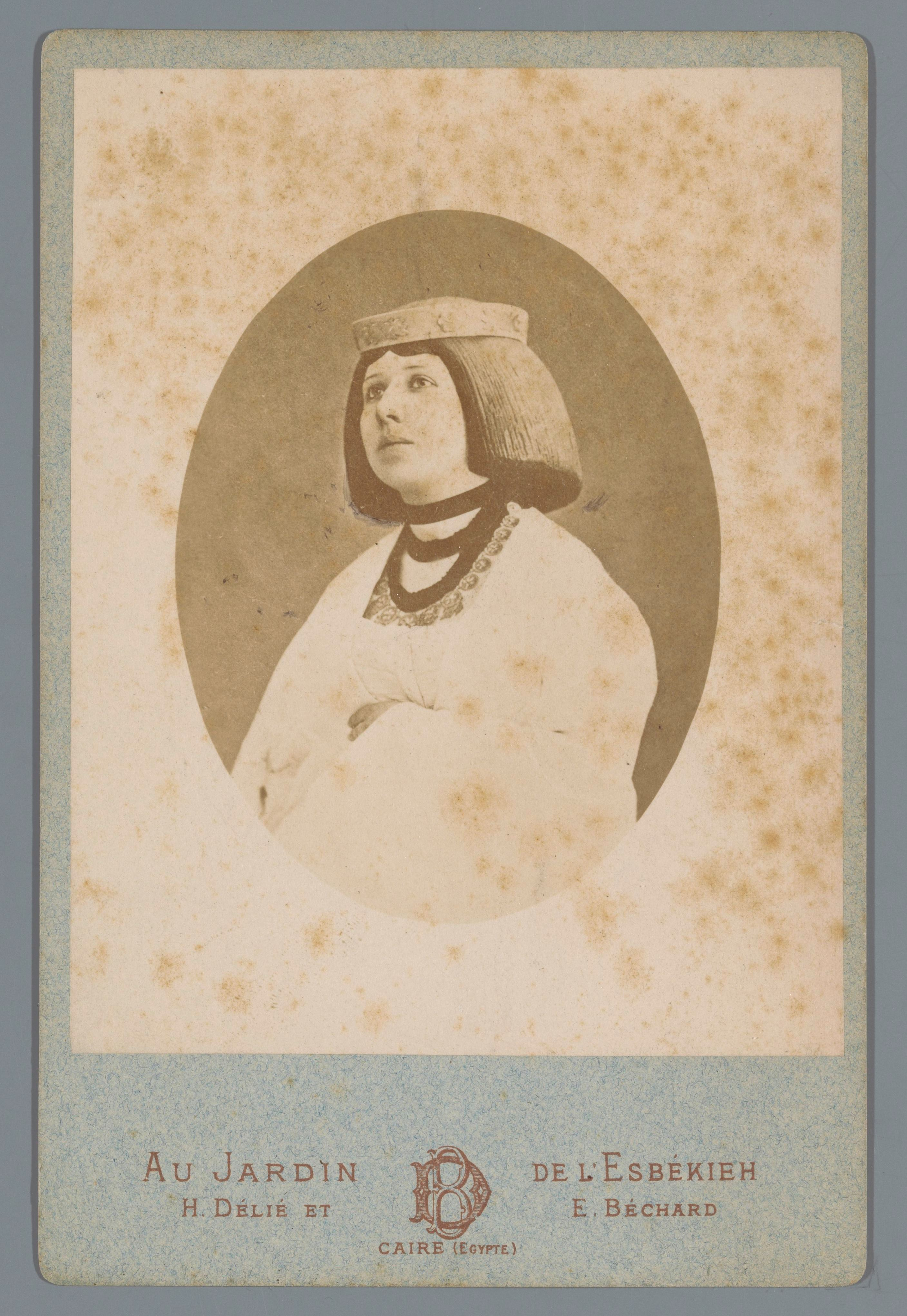
Délié & Béchard, [Portrait de femme avec perruque et couvre-chef], portrait-carte, 1869-1890, coll. Rijksmuseum
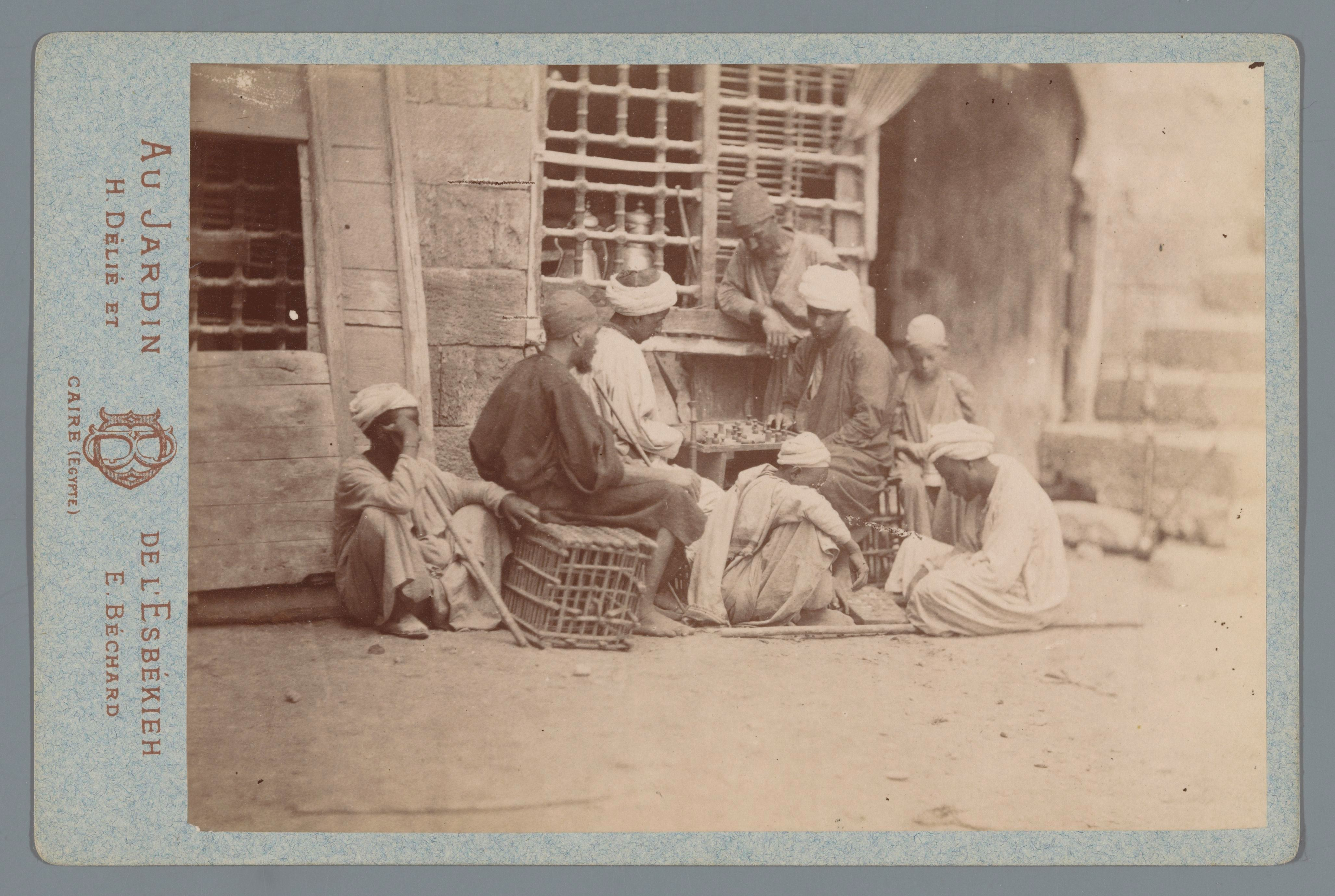
Délié & Béchard, [Groupe devant un café avec un jeu de société], portrait-carte, 1869-1890, coll. Rijksmuseum
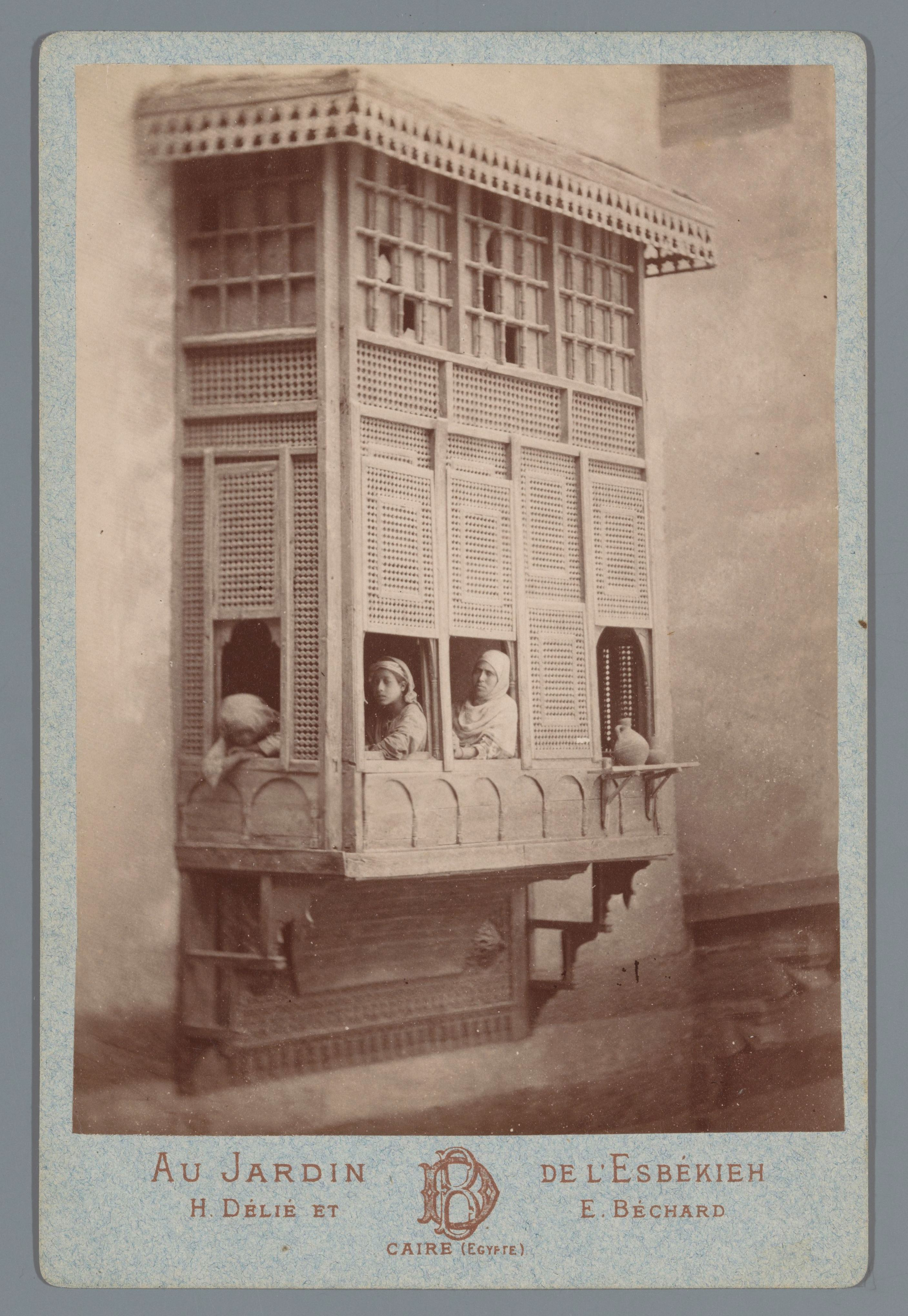
Délié & Béchard, [Femmes et enfants à la fenêtre], portrait-carte, 1869-1890, coll. Rijksmuseum

### Album du musée de Boulaq

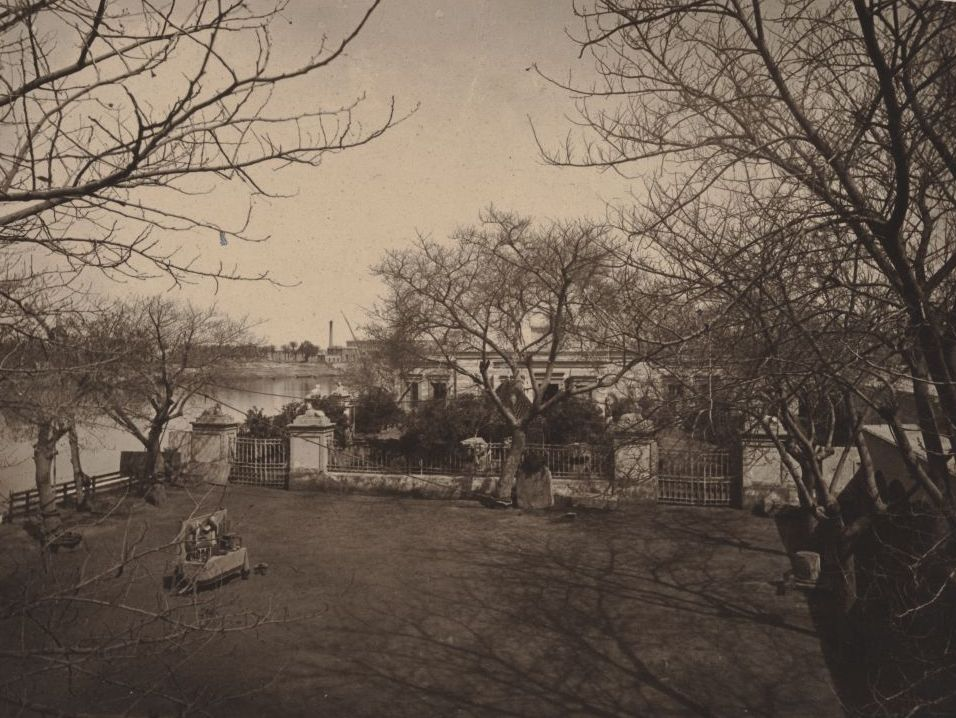
Délié et Béchard, planche 1, Vues pittoresques, Album du musée de Boulaq, Le Caire, Mourès & Cie, 1872
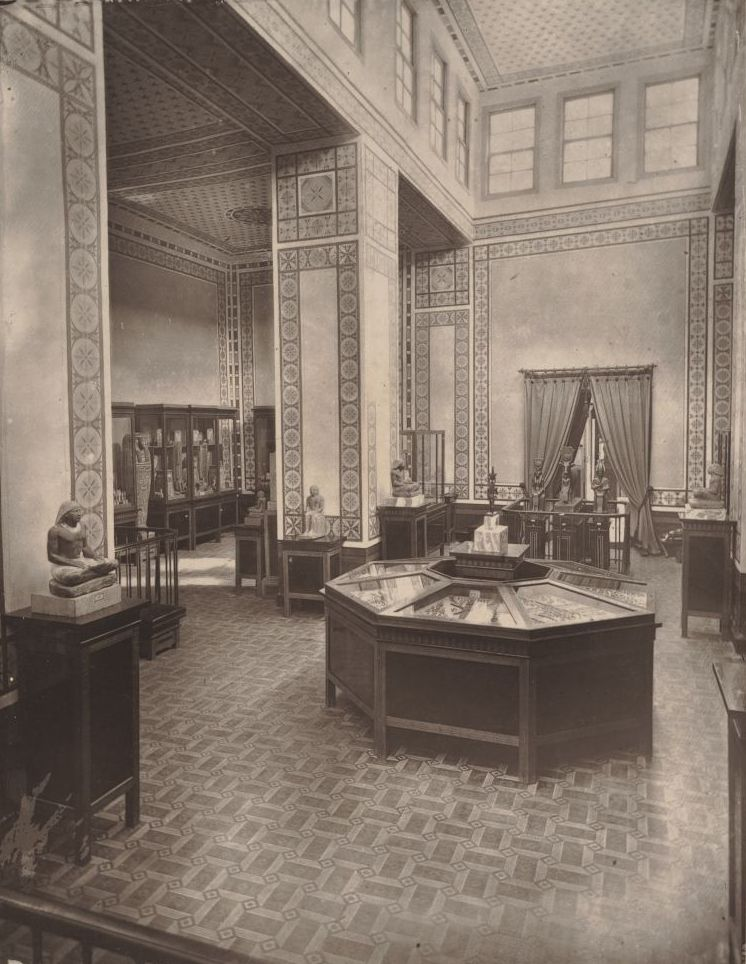
Délié et Béchard, planche 2, Vues pittoresques, Album du musée de Boulaq, Le Caire, Mourès & Cie, 1872
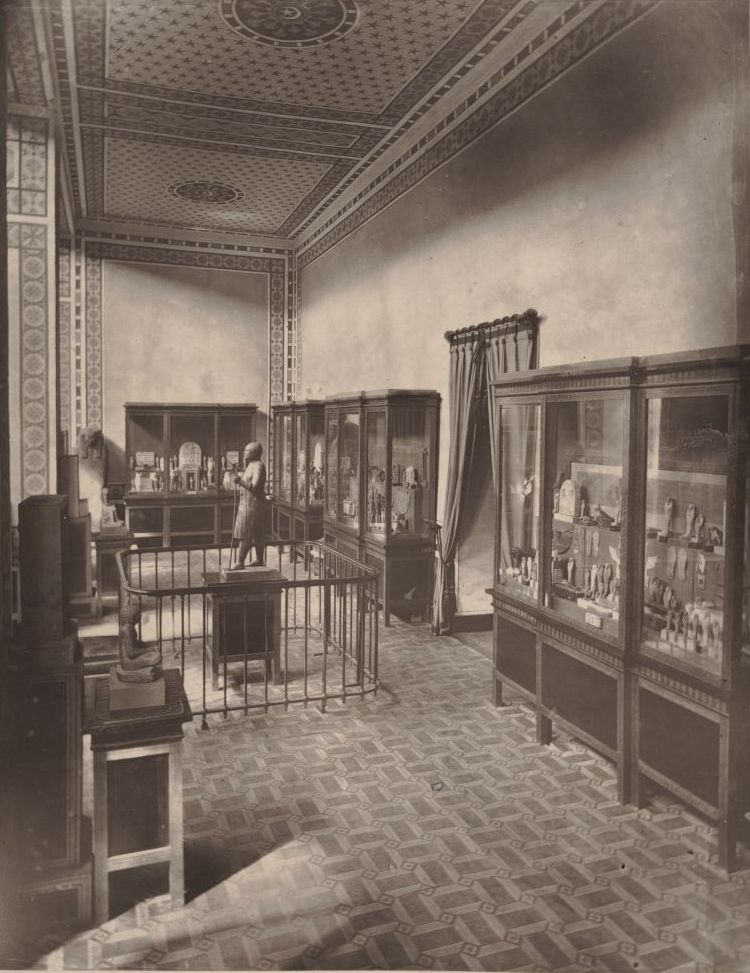
Délié et Béchard, planche 3, Vues pittoresques, Album du musée de Boulaq, Le Caire, Mourès & Cie, 1872
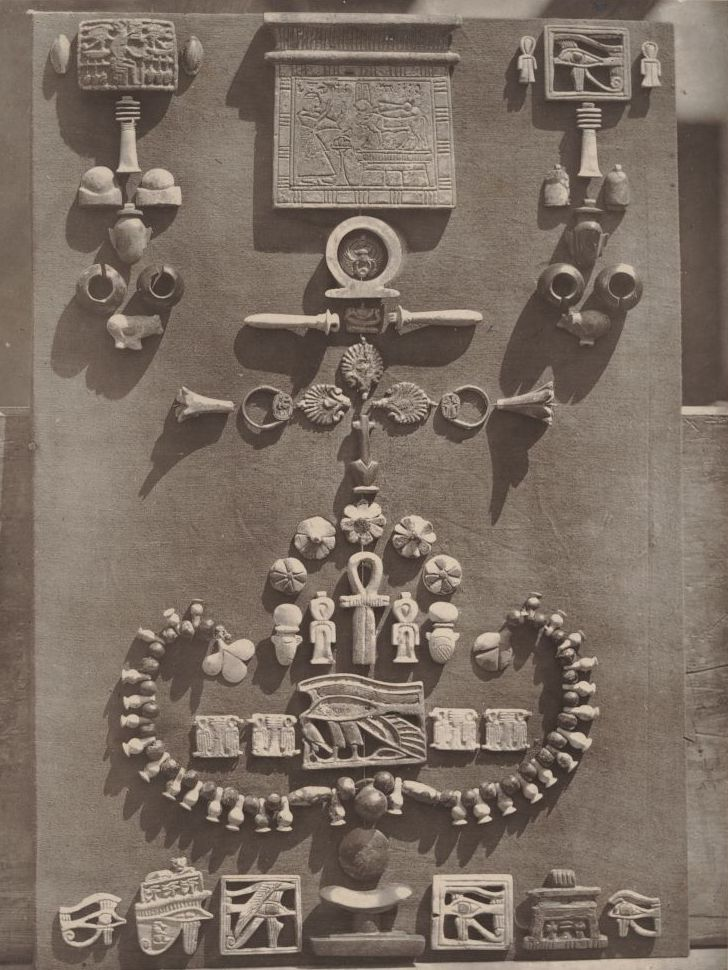
Délié et Béchard, planche 17, Monuments funéraires. Album du musée de Boulaq, Le Caire, Mourès & Cie, 1872
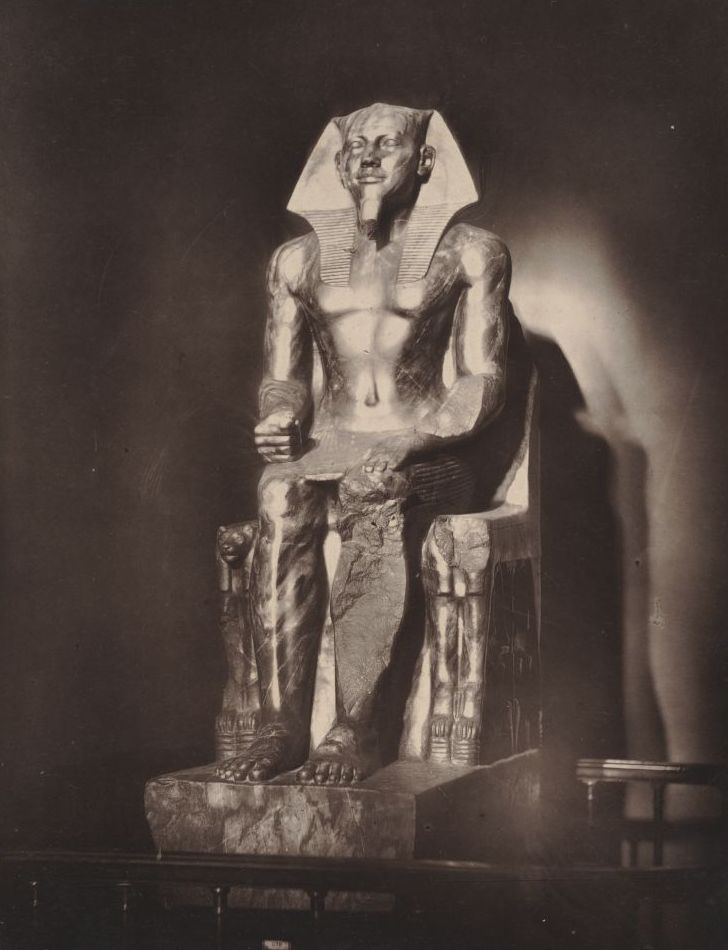
Délié et Béchard, planche 26, Monuments historiques, Album du musée de Boulaq, Le Caire, Mourès & Cie, 1872

## Publications
- Album du musée de Boulaq : comprenant quarante planches / photographiées par MM. Delié et Béchard ; avec un texte explicatif par Auguste Mariette-Bey Publication : Le Caire : Mourès, 1872
- L'Égypte et la Nubie [Texte imprimé] : Grand album monumental, historique, architectural : Reproduction par les procédés inaltérables de la phototypie de cent cinquante vues photographiques par M. Béchard, artiste photographe, comprises depuis Le Caire (Égypte) jusqu'à la deuxième cataracte (Nubie) : Avec un texte explicatif des monuments d'après nos meilleurs écrivains, par M. A. Palmieri, Paris : André Palmieri et Émile Béchard, éditeurs-propriétaires, 55 rue Taitbout, 1887. Phototypies inversées, d'après des photographies prises entre 1870 et 1878 environ.

## Expositions
- 2008 : Focus Orient : الشرق : محور الشرق - Orientalist photography from the late 19th and early 20th centuries : a selection from the Thomas Walther collection, Sharjah Art Museum (en), Charjah[20]

photographies d'Émile Béchard, Pascal Sébah, Tancrède Dumas, Frères Zangaki, Wilhelm Hammerschmidt, Félix Teynard, Francis Frith, Hippolyte Arnoux, Félix Bonfils, Gabriel Lekegian, Jean Geiser, Constant Alexandre Famin, Cosmi Sebah, Ludovico Hart, Alexandre Bougault, Lehnert & Landrock, Neurdein, Guillaume Berggren (de), A. Cavilla.